# ملعب إيفربانك
ملعب إيفربانك هو ملعب لكرة القدم الأمريكية يقع في وسط مدينة جاكسونفيل بولاية فلوريدا. اشترى حقوق تسمية الملعب بنك إسمه إيفربانك وغير اسم الملعب الحالي بتاريخ 10 أغسطس 2010، بعد الحصول على موافقة للتسمية مدتها خمس سنوات.
استضاف ملعب إيفربانك مباراة سوبر بول التاسعة والثلاثون في عام 2005، واستظاف الملعب أيضاً عدد من مباريات كرة القدم للجامعات الأمريكية، فضلاً عن الحفلات الموسيقية وغيرها من الأحداث والمناسبات.

## صور من الملعب

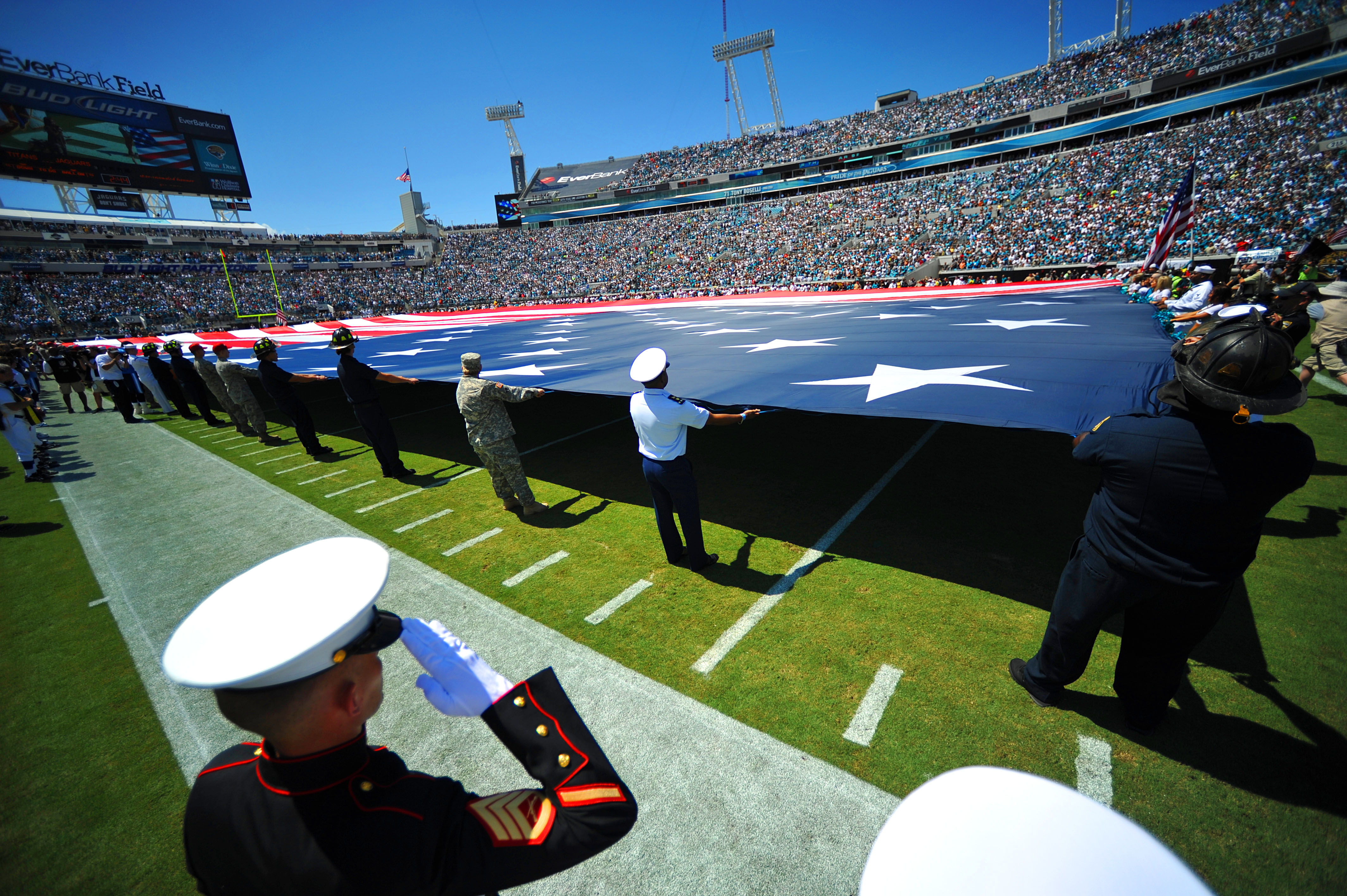
صورة لعلم الولايات المتحدة و فرقة من قوات مشاة بحرية الولايات المتحدة و بحرية الولايات المتحدة خلال عزف النشيد الوطني الأمريكي قبل مباراة جاكسونفيل جاغوارز في دوري كرة القدم الأمريكية.
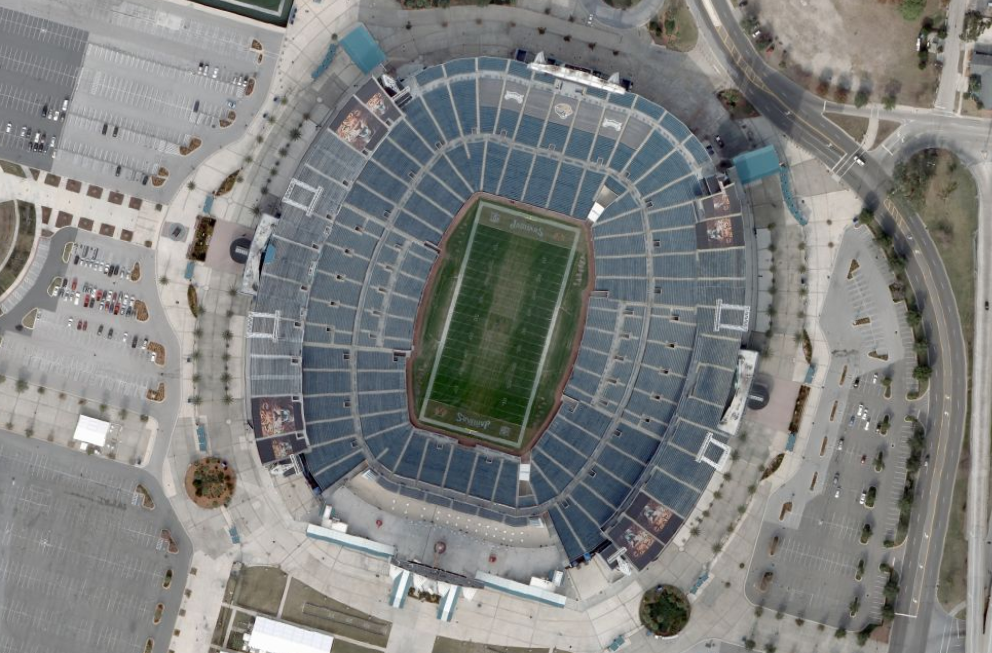
صورة للملعب ملتقطة من الجو.
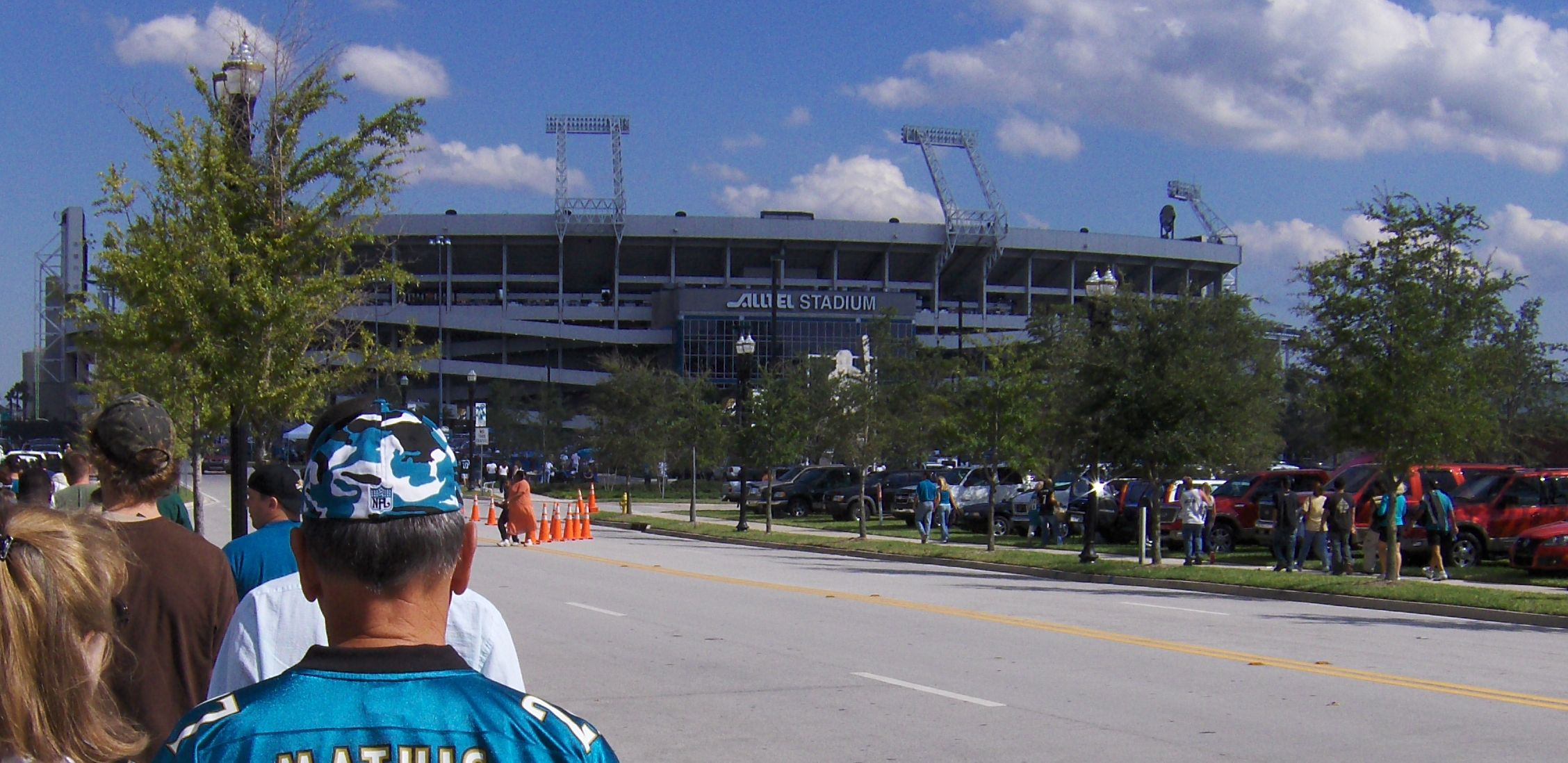
جماهير فريق جاكسونفيل جاغوارز تتوافد إلى الملعب قبل مباراة فريقهم.
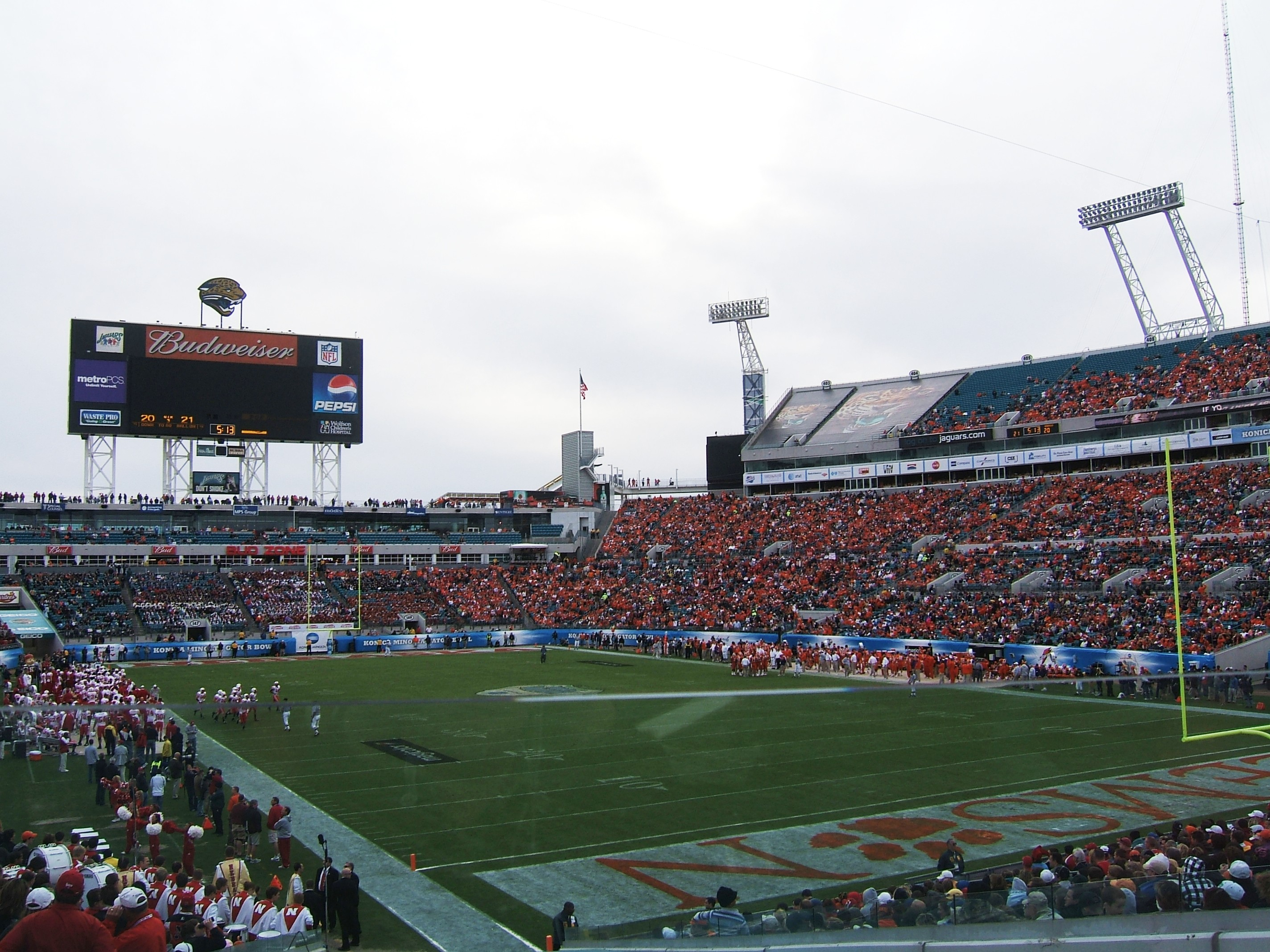
صورة للملعب خلال مباراة كرة القدم الأمريكية في بطولة الجامعات.